# Ring 3 (Hamburg)

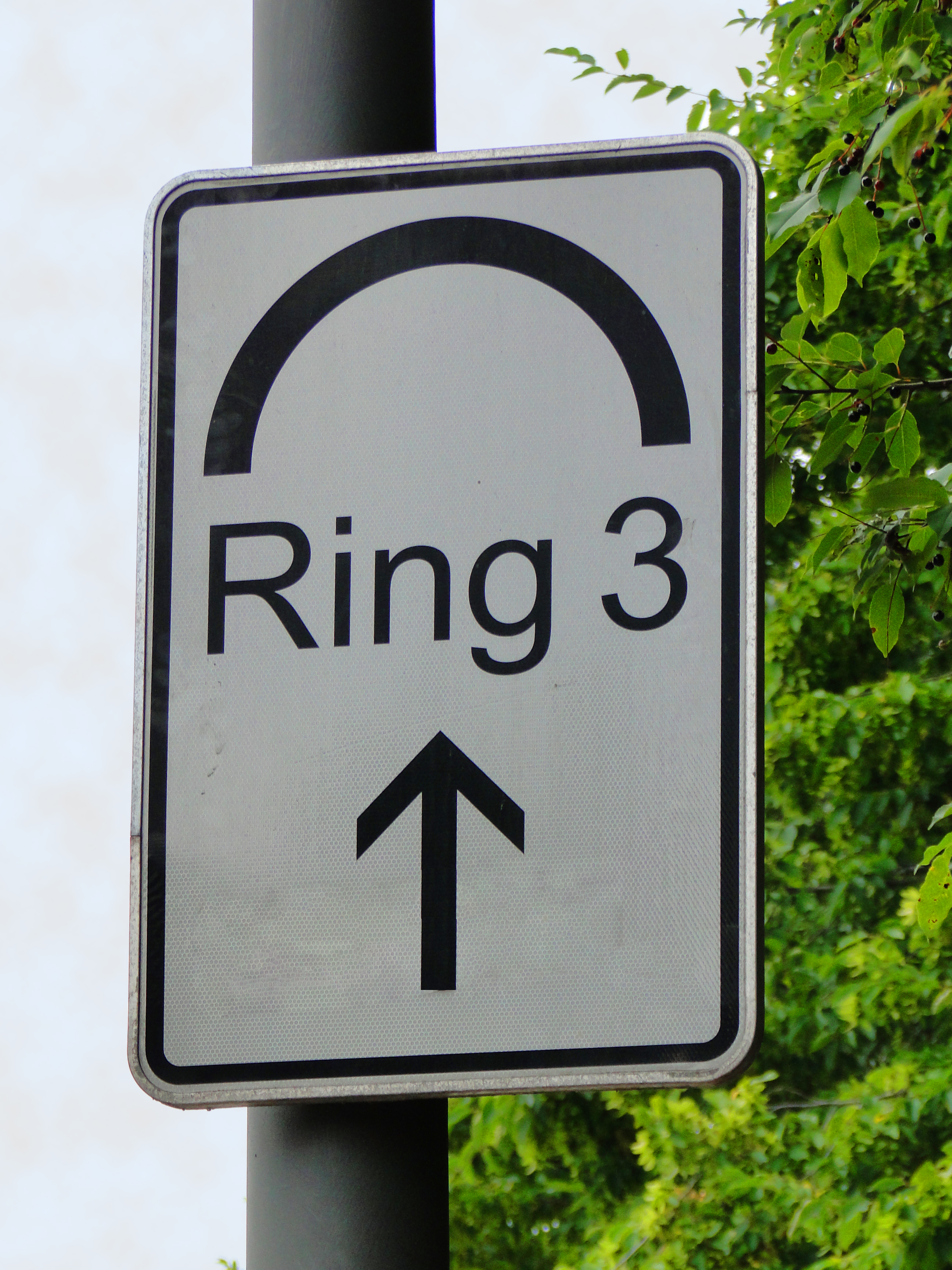
Straßenschild des Ring 3

Der Ring 3 ist die äußere von drei annähernd halbringförmig um die Innenstadt verlaufenden Entlastungsstraßen in Hamburg. Die drei Ringe sind seit 1970 zusätzlich zu bestehenden Straßennamen mit entsprechenden Schildern ausgewiesen und zum Teil zusätzlich ausgebaut. Im Gegensatz zu den beiden inneren Ringen (Ring 1 und Ring 2) ist der Ring 3 nur zu etwa zwei Dritteln vollendet; der ursprünglich geplante Ausbau im Osten wurde aufgrund von Anwohnerprotesten aufgegeben.  

## Verlauf und Ausbauzustand
Ring 3 beginnt in Blankenese an der Kreuzung Elbchaussee/Schenefelder Landstraße und führt zunächst zweistreifig, später vierstreifig und im 2+1-System Richtung Osdorfer Landstraße (B 431), nach Lurup sowie nach Eidelstedt. Dort wird der Ring 3 als B 4 nordwärts bis zur Anschlussstelle Hamburg-Eidelstedt der A 23 geführt, anschließend auf dieser über das Dreieck Hamburg-Nordwest auf die A 7 in Richtung Norden geleitet. Ab der Anschlussstelle Hamburg-Schnelsen-Nord verläuft der Ring 3 weiter über die B 432 und später die B 433 durch den Krohnstiegtunnel über Poppenbüttel bis zur Kreuzung Saseler Chaussee/Stadtbahnstraße in Sasel. 
Ursprünglich verlief der Ring 3 im Osten über den Saseler Markt hinaus bis zum Höltigbaum in Rahlstedt. Es war eine Verlängerung zur A1 bei der Anschlussstelle Barsbüttel geplant. Die Planungen für den Lückenschluss zur A1 wurden 2004 gestoppt. Der Ausbau des Ring 3 östlich des Saseler Marktes wurde 2007 nach erheblichen Anwohnerprotesten gestrichen.